# Shenzhen Open
A Shenzhen Open (hivatalos nevén Shenzhen Gemdale Longgang Open) évente megrendezett női tenisztorna a kínai Sencsenben. A verseny International kategóriájú, összdíjazása 500 000 dollár. Az egyéni főtáblán harminckét játékos szerepel. A mérkőzéseket kemény borítású pályákon játsszák, amelyre első alkalommal 2013-ban került sor.

## Döntők

### Egyéni
| Év   | Győztes                   | Ellenfél a döntőben | Eredmény a döntőben |
| ---- | ------------------------- | ------------------- | ------------------- |
| 2020 | Jekatyerina Alekszandrova | Jelena Ribakina     | 6–2, 6–4            |
| 2019 | Arina Szabalenka          | Alison Riske        | 4–6, 7–6(2), 6–3    |
| 2018 | Simona Halep              | Kateřina Siniaková  | 6–1, 2–6, 6–0       |
| 2017 | Kateřina Siniaková        | Alison Riske        | 6–3, 6–4            |
| 2016 | Agnieszka Radwańska       | Alison Riske        | 6–3, 6–2            |
| 2015 | Simona Halep              | Bacsinszky Tímea    | 6–2, 6–2            |
| 2014 | Li Na                     | Peng Suaj           | 6–4, 7–5            |
| 2013 | Li Na                     | Klára Zakopalová    | 6–3, 1–6, 7–5       |

### Páros
| Év   | Győztesek                          | Ellenfelek a döntőben                 | Eredmény a döntőben |
| ---- | ---------------------------------- | ------------------------------------- | ------------------- |
| 2019 | Peng Suaj Jang Csao-hszüan         | Tuan Jing-jing Renata Voráčová        | 6–4, 6–3            |
| 2018 | Irina-Camelia Begu Simona Halep    | Barbora Krejčíková Kateřina Siniaková | 1–6, 6–1, [10–8]    |
| 2017 | Andrea Hlaváčková Peng Suaj        | Raluca Olaru Olha Szavcsuk            | 6–1, 7–5            |
| 2016 | Vania King Monica Niculescu        | Hszü Ji-fan Cseng Szaj-szaj           | 6–1, 6–4            |
| 2015 | Ljudmila Kicsenok Nagyija Kicsenok | Liang Csen Vang Ja-fan                | 6–4, 7–6(6)         |
| 2014 | Monica Niculescu Klára Zakopalová  | Ljudmila Kicsenok Nagyija Kicsenok    | 6–3, 6–4            |
| 2013 | Csan Hao-csing Csan Jung-zsan      | Irina Burjacsok Valerija Szolovjeva   | 6–0, 7–5            |